# Haldbjerg
Haldbjerg ligger i Vendsyssel og er en landsby med 229 indbyggere  (2024), 7 kilometer syd for Frederikshavn og 8 kilometer nord for Sæby. Den ligger i Frederikshavn Kommune og hører til Region Nordjylland. Landsbyen ligger i Understed Sogn.
Haldbjerg, der er en udpræget parcelhusby med lidt over 100 husstande, ligger i nær tilknytning til Vangen, ved E45, hvor Frederikshavnmotorvejen ender.
Landsbyen ligger i den sydlige ende af den markante 3-4 kilometer lange og 71 m. høje istidsskrænt, der i den nordlige ende starter med Pikkerbakken i Frederikshavn. Nær Haldbjerg ligger det 95 m. høje Øksnebjerg, hvorfra der foruden Læsø er udsigt til de tre købstæder Sæby, Frederikshavn og Skagen.

## Byens opståen
Haldbjerg blev grundlagt i årene op til kommunesammenlægningen i 1970 og var en del af den daværende Understed-Karup Kommune. Byen ligger på en udstykning fra bl.a. gården Haldbjerg.
Med sin unikke beliggenhed højt hævet over Kattegat blev en stor del af de udstykkede parceller hurtigt solgt, naturligvis først og fremmest de grunde, som er placeret direkte ud til grønt område og med fuld havudsigt. Der er stadigvæk (2018) havudsigt fra de fleste af Haldbjergs grunde selv om byens haver i dag er groet til.

## Bynavnet
Navnet Haldbjerg menes at stamme fra Hald, som betyder skråning eller hældning.

### Navneforvirring
Byens navn var i en årrække på listen over autoriserede stednavne fejlagtigt anført som Halbjerg. Efter henvendelse fra borgere i byen gjorde Frederikshavn Kommune opmærksom på fejlen med en anmodning om at få denne rettet.

I oktober 2010 var ændringen en realitet, så byens navn – også officielt – nu er Haldbjerg.

## Infrastruktur
Haldbjerg betjenes af Nordjyllands Trafikselskab (Frederikshavn Bybusser), busrute nr. 13, der har holdeplads midt i byen. Bus 13 har endestation i hhv Frederikshavns centrum og Haldbjerg.

## Kultur og foreningsliv
Byen har en aktiv Grundejerforening, som er fælles for Haldbjerg og den – næsten – sammenvoksede Vangen. Grundejerforeningen tager initiativer for at fremme samhørigheden mellem byens indbyggere, både børn og voksne. Der afholdes bl.a. tøndeslagning ved fastelavn, Skt. Hans-bål, julekomsammen, foredragsaftner m.v.
Indtil kabel-TV blev ført til byen var der tillige en velfungerende Antenneforening.